# Aujac (Charente Marítim)
Aujac és un municipi francès situat al departament del Charente Marítim i a la regió de la Nova Aquitània. L'any 2007 tenia 317 habitants.

## Demografia

### Població
El 2007 la població de fet d'Aujac era de 317 persones. Hi havia 132 famílies de les quals 48 eren unipersonals (24 homes vivint sols i 24 dones vivint soles), 52 parelles sense fills, 24 parelles amb fills i 8 famílies monoparentals amb fills.
La població ha evolucionat segons el següent gràfic:
Habitants censats

### Habitatges
El 2007 hi havia 174 habitatges, 146 eren l'habitatge principal de la família, 13 eren segones residències i 15 estaven desocupats. Tots els 173 habitatges eren cases. Dels 146 habitatges principals, 113 estaven ocupats pels seus propietaris, 25 estaven llogats i ocupats pels llogaters i 8 estaven cedits a títol gratuït; 2 tenien una cambra, 7 en tenien dues, 17 en tenien tres, 43 en tenien quatre i 77 en tenien cinc o més. 124 habitatges disposaven pel capbaix d'una plaça de pàrquing. A 68 habitatges hi havia un automòbil i a 66 n'hi havia dos o més.

### Piràmide de població
La piràmide de població per edats i sexe el 2009 era:
| Homes | Edats   | Dones |
| ----- | ------- | ----- |
| 0     | 95 o +  | 0     |
| 0     | 90 a 94 | 0     |
| 4     | 85 a 89 | 8     |
| 4     | 80 a 84 | 4     |
| 8     | 75 a 79 | 8     |
| 4     | 70 a 74 | 4     |
| 20    | 65 a 69 | 12    |
| 4     | 60 a 64 | 16    |
| 16    | 55 a 59 | 8     |
| 8     | 50 a 54 | 12    |
| 16    | 45 a 49 | 12    |
| 8     | 40 a 44 | 8     |
| 0     | 35 a 39 | 12    |
| 20    | 30 a 34 | 20    |
| 12    | 25 a 29 | 8     |
| 0     | 20 a 24 | 4     |
| 0     | 15 a 19 | 8     |
| 4     | 10 a 14 | 0     |
| 8     | 5 a 9   | 4     |
| 8     | 0 a 4   | 12    |

## Economia
El 2007 la població en edat de treballar era de 189 persones, 136 eren actives i 53 eren inactives. De les 136 persones actives 122 estaven ocupades (63 homes i 59 dones) i 14 estaven aturades (2 homes i 12 dones). De les 53 persones inactives 26 estaven jubilades, 12 estaven estudiant i 15 estaven classificades com a «altres inactius».

### Ingressos
El 2009 a Aujac hi havia 142 unitats fiscals que integraven 330,5 persones, la mediana anual d'ingressos fiscals per persona era de 14.919 €.

### Activitats econòmiques
Dels 8 establiments que hi havia el 2007, 2 eren d'empreses alimentàries, 3 d'empreses de construcció, 1 d'una empresa de comerç i reparació d'automòbils, 1 d'una empresa de serveis i 1 d'una empresa classificada com a «altres activitats de serveis».
Dels 3 establiments de servei als particulars que hi havia el 2009, 1 era un paleta i 2 lampisteries.
Els 2 establiments comercials que hi havia el 2009 eren fleques.
L'any 2000 a Aujac hi havia 32 explotacions agrícoles que ocupaven un total de 888 hectàrees.

## Equipaments sanitaris i escolars
El 2009 hi havia una escola elemental integrada dins d'un grup escolar amb les comunes properes formant una escola dispersa.

## Poblacions més properes
El següent diagrama mostra les poblacions més properes.